# Rząd Li Penga

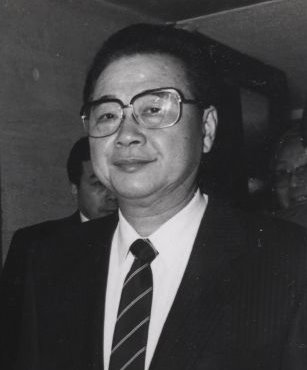
Li Peng

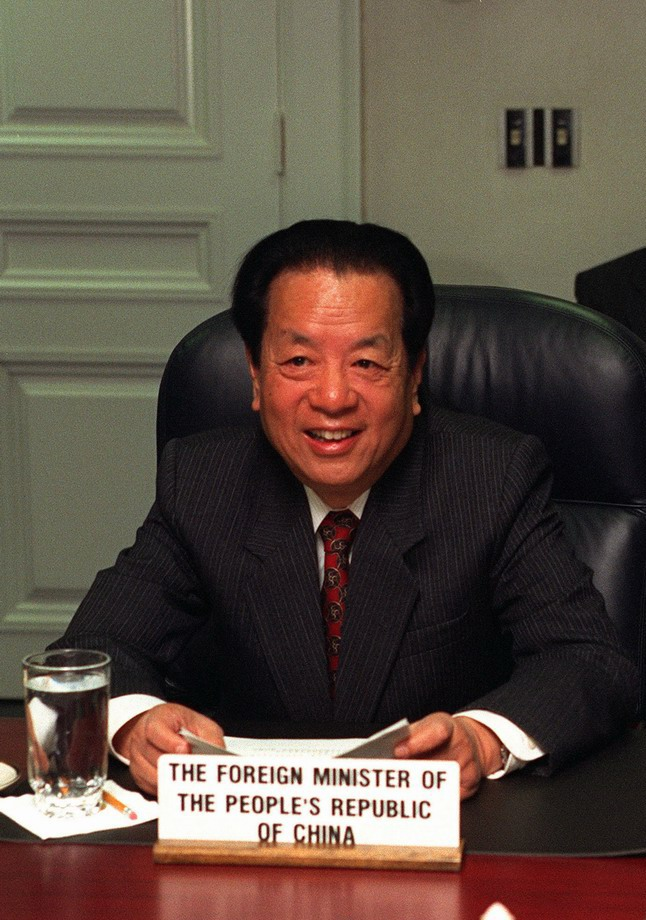
Qian Qichen

Rząd Li Penga został powołany 24 października 1988
- Premier: Li Peng
- Minister spraw zagranicznych: Qian Qichen
- Minister obrony: Qin Jiwei
- Minister bezpieczeństwa publicznego: Tao Siju
- Minister bezpieczeństwa państwa: Jia Chunwang
- Minister sprawiedliwości: Cai Cheng
- Minister administracji cywilnej (spraw wewnętrznych): Cui Naifu
- Minister współpracy gospodarczej z zagranicą: Li Langing
- Minister rolnictwa: Liu Zhongyi
- Minister gospodarki leśnej: Gao Dezhan
- Minister źródeł energii: Huang Yicheng
- Minister geologii i surowców: Zhu Xun
- Minister gospodarki wodnej: Yang Zhenhuai
- Minister zaopatrzenia materiałowego: Liu Suinian
- Minister spraw kadrowych: Zhao Dongwan
- Minister komunikacji: Huang Zhendong
- Minister finansów: Liu Zhongli
- Minister budownictwa: Hou Jie
- Minister pracy i zatrudnienia: Ruan Chongwu
- Minister kolei: Han Zhubin
- Minister poczty i telekomunikacji: Yang Taifang
- Minister handlu wewnętrznego: Hu Ping
- Minister zdrowia: Chen Minzhang
- Prezes Izby skarbowej: Lu Peijian
- Prezes banku Ludowego: Li Guixian
- Minister kultury: Ln Zhongde
- Minister radia, filmu i telewizji: Al Zisheng
- Minister kontroli: Wei Jianxing

Powyższa lista pominęła sześciu ministrów różnych gałęzi przemysłu.